# Арис Вудурис
Арис Вудурис (на гръцки: Άρης Βουδούρης) е гръцки бизнесмен и издател.

## Биография
Вудурис е роден в 1927 година в западномакедонското градче Сятища. Учи в гимназията Трабмадзио в родния си град, а след това политически науки в Университета „Пантеон“ в Атина. В 1958 г. се жени за Лилиан Тривиза.
Занимава се с търговия и забогатява. Навлиза в областта на пресата заедно с жена си. В 1983 година започваТой направи голямо богатство, занимаващи се с много чужди къщи автокъща търговски дружества в Гърция. По-късно работи с жена си издания и тип. След няколко неуспешни опита през 1983 година успява да възобнови вестник „Елевтерос Типос“.
Загива в автомобилна катастрофа през 1990 г. Година по-рано умира жена му Лилиан. Основава благотворителната фондация Лилиан Вудурис.